# Djupsjön (Ängersjö socken, Hälsingland)
Djupsjön är en sjö i Härjedalens kommun i Hälsingland och ingår i Ljusnans huvudavrinningsområde. Sjön har en area på 0,707 kvadratkilometer och ligger 396,1 meter över havet. Sjön avvattnas av vattendraget Jättån (Djupsjöån).

## Delavrinningsområde
Djupsjön ingår i det delavrinningsområde (686020-145142) som SMHI kallar för Utloppet av Djupsjön. Medelhöjden är 419 meter över havet och ytan är 2,3 kvadratkilometer. Räknas de 3 avrinningsområdena uppströms in blir den ackumulerade arean 41,08 kvadratkilometer. Jättån (Djupsjöån) som avvattnar avrinningsområdet har biflödesordning 3, vilket innebär att vattnet flödar genom totalt 3 vattendrag innan det når havet efter 207 kilometer. Avrinningsområdet består mestadels av skog (61 procent). Avrinningsområdet har 0,71 kvadratkilometer vattenytor vilket ger det en sjöprocent på 30,8 procent.